# Lemuel Francis Abbott

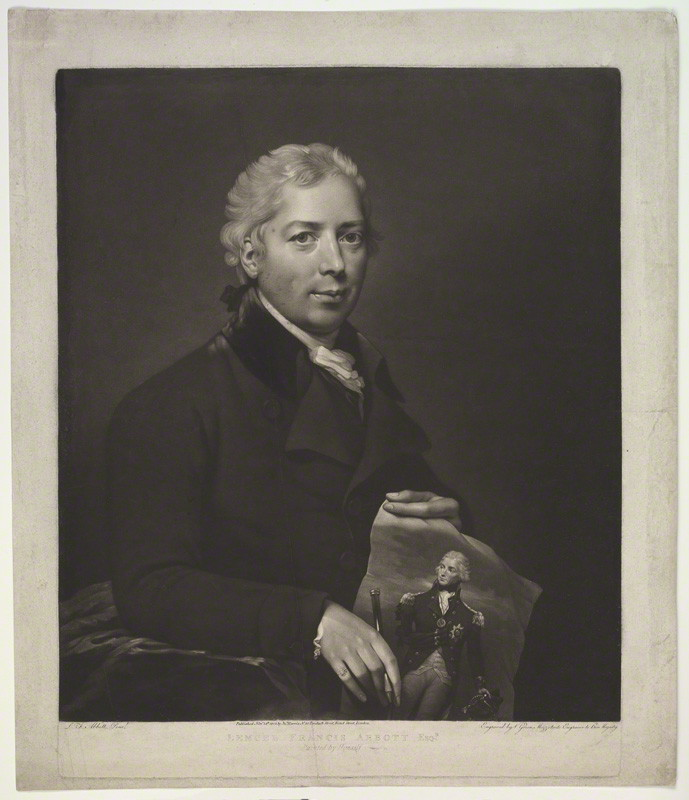
Lemuel Francis Abbott, 1805 gestochen von Valentine Green

Lemuel Francis Abbott (* 1760 oder 1761 vermutlich in der Grafschaft Leicestershire (England); † 5. Dezember 1802 in London) war ein englischer Porträtmaler.

## Leben
Lemuel Francis Abbott war wohl der Sohn des besonders in der Grafschaft Leicestershire in Zentralengland tätigen Klerikers und Dichters Lemuel Abbott († April 1776) und dessen Gattin Mary. Er erhielt seine erste künstlerische Ausbildung bereits 1775 in der britischen Hauptstadt beim Maler Francis Hayman, konnte sie jedoch nicht abschließen, da sein Lehrmeister vorher starb (2. Februar 1776). So kehrte er zu seinen Eltern zurück, dürfte aber weitere Porträtstudien bei Joseph Wright of Derby absolviert haben.
Um 1780 übersiedelte Abbott in die britische Metropole und schlug dort für viele Jahre seinen Wohnsitz in der Caroline Street in Bloomsbury im Zentrum Londons auf. Aus seiner Ehe, die er am 16. November 1786 mit Anna Maria Magdalen Tracey schloss, ging ein Sohn Edward Francis Abbott (* 20. Dezember 1787) hervor.
Abbott wurde von zahlreichen hochgestellten Persönlichkeiten Englands, besonders aus der Politik und Admiralität, beauftragt, sie zu porträtieren. Den Seehelden Horatio Nelson malte er gleich mehrmals. Er schuf aber auch Darstellungen von Wissenschaftlern und Künstlerkollegen. In der Royal Academy of Arts in London stellte der vielgefragte Porträtist zwischen 1788 und 1800 insgesamt 15 Bildnisse bedeutender Männer aus. Er soll aufgrund seiner geizigen Veranlagung keine Mitarbeiter beschäftigt haben und infolgedessen vielen seiner Aufträge nicht nachkommen haben können. Zumindest akzeptierte er aber erwiesenermaßen 1791 den Jagdmaler Ben Marshall als Schüler.
Im Juli 1798 wurde Abbott für geisteskrank erklärt. Trotzdem gingen seine Ausstellungen in der Royal Academy von London noch zwei Jahre weiter. Seine Geisteskrankheit wurde auf angebliche Ehestreitigkeiten zurückgeführt. Doch bezeichnete er seine Lebenspartnerin in seinem Testament vom Oktober 1800 als „geliebte Gattin“ und setzte sie als Erbin ein. Gut zwei Jahre später starb er in seinem Haus, das sich in der Penton Street im knapp nördlich der Londoner Innenstadt gelegenen Bezirk Islington befand.

## Werk
Abbott zeichnete sich vor allem durch seine sehr realitätsnahe Darstellung der Häupter seiner Modelle aus, während die Illustrationen von deren übrigem Körper und des landschaftlichen Hintergrundes künstlerisch viel weniger gelungen sind. Es sind von ihm nur Herrenporträts, aber keine Abbildungen von Damen bekannt. In vielen seiner Werke ist der Körper des Porträtierten parallel zur Bildebene, aber dessen Kopf im Dreiviertelprofil dargestellt, als wenn er gerade abgelenkt worden wäre. Einige Gemälde Abbotts wurden wohl von anderen Malern fertiggestellt. Stiche seiner zahlreichen Porträts führten u. a. Valentine Green, Joseph Skelton, William Walker, W. Barnard, J. F. Smith und C. Turner aus. Valentine Green stach 1805 Abbotts Selbstbildnis.
|  |  |  |

Als Abbotts gelungenste Porträts gelten sein um 1797 geschaffenes Bildnis des britischen Bildhauers Joseph Nollekens und seine Darstellungen von Nelson, die er in verschiedenen Variationen ausführte. Im der Seefahrtsgeschichte gewidmeten National Maritime Museum, das sich in Greenwich im Osten Londons befindet, werden mehrere Werke Abbotts aufbewahrt, u. a. ein Brustbild Nelsons (1797/98), ein Ganzkörperporträt des Admirals Sir Peter Parker (1794–99) und ein Bildnis des Vizeadmirals Sir Robert Calder (1798). Abbotts Bildnis des britischen Dichters William Cowper (1792) und des deutsch-britischen Astronomen Wilhelm Herschel (1785) sind in der Londoner National Portrait Gallery ausgestellt, wo sich auch weitere Porträts Abbotts befinden, u. a. das erwähnte Gemälde Nollekens’ und ein weiteres von Nelson (um 1795). Im City Museum and Art Gallery in Birmingham hängt Abbotts um 1802 entstandenes Gemälde des englischen Ingenieurs und Unternehmers Matthew Boulton.

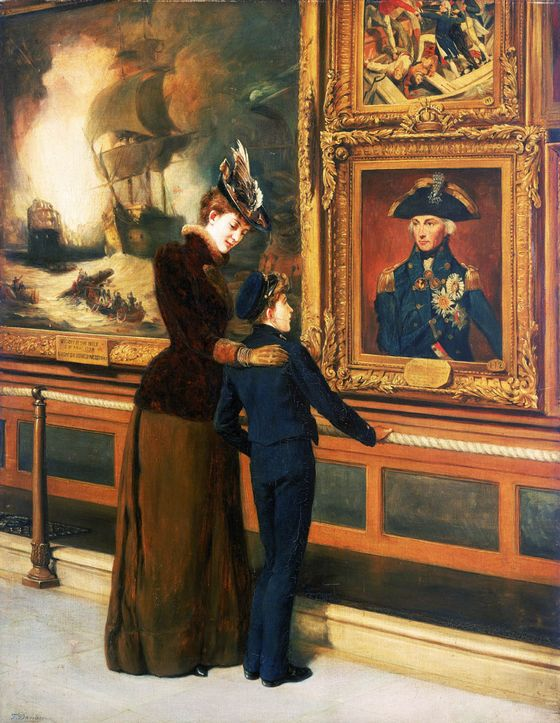
England's Pride and Glory – in diesem 1894 entstandenen Gemälde von Thomas Davidson erbaut sich ein junger Kadett an Abbotts Portrait Horatio Nelsons, das damals noch in der Painted Hall des Royal Naval College hing.